# جون ريد (مدير)
جون ريد (بالإنجليزية: John Reid)‏ هو وكيل مواهب ومدير مواهب بريطاني، ولد في 9 سبتمبر 1949 في بيزلي في المملكة المتحدة.

## وصلات خارجية
- جون ريد على موقع ميوزك برينز (الإنجليزية)
- جون ريد على موقع ديسكوغز (الإنجليزية)